# Old time feeling
Old time feeling is een lied dat werd geschreven door Tom Jans en Will Jennings. Het verscheen in 1974 op het album Hey Dixie van de soulzanger Dobie Gray.
Old time feeling werd verschillende malen gecoverd, waaronder op een single van Johnny Cash en June Carter Cash (1976) en van Piet Veerman (1989). Voor het echtpaar Cash leverde het een nummer 26-notering op in Billboards Hot Country Songs en Veerman stond er vier weken mee in de Nationale Hitparade, met nummer 82 als hoogste notering. Tom Jans bracht het nummer in 2013 zelf ook uit op zijn verzamelwerk Loving arms - Best of 1971-1982.
Het lied gaat over een hernieuwde relatie, waarin de zanger het liefdesgevoel krijgt zoals hij dat vroeger ook bij zijn geliefde had.

## Piet Veerman
Piet Veerman bracht Old time feeling in 1989 uit op een single. Het werd een bescheiden hit met een nummer 82-notering in de Nationale Hitparade; het bereikte de Tipparade van Veronica echter niet. Een jaar eerder verscheen het nummer al op zijn elpee Harmony. In 1996 bracht hij het ook nog uit op zijn verzamelalbum Sailin' home (Het beste van Piet Veerman).

### NederlandseNationale Hitparade
| Hitnotering: 1-4-1989 t/m 22-4-1989 | Hitnotering: 1-4-1989 t/m 22-4-1989 | Hitnotering: 1-4-1989 t/m 22-4-1989 | Hitnotering: 1-4-1989 t/m 22-4-1989 | Hitnotering: 1-4-1989 t/m 22-4-1989 | Hitnotering: 1-4-1989 t/m 22-4-1989 |
| Week:                               | 1                                   | 2                                   | 3                                   | 4                                   |                                     |
| ----------------------------------- | ----------------------------------- | ----------------------------------- | ----------------------------------- | ----------------------------------- | ----------------------------------- |
| Positie:                            | 88                                  | 84                                  | 82                                  | 98                                  | uit                                 |